# ATP Тур 1999
ATP Тур 1999 (англ. 1999 Association of Tennis Professionals (ATP) World Tour) — элитный мировой тур теннисистов-профессионалов, проводимый Ассоциацией Теннисистов Профессионалов (ATP) с января по декабрь. В 1999 году он включал:
- 4 турнира Большого шлема (проводится Международной федерацией тенниса (англ. International Tennis Federation, ITF));
- 9 турниров в серии ATP Super 9;
- 11 турниров в серии ATP Championship Series;
- 45 турнира в серии ATP World Series;
- Командный Кубок Мира;
- Кубок Дэвиса (проводится ITF);
- Кубок Мастерс;
- Кубок Большого шлема.

## Расписание ATP Тура 1999 года
Ниже представлено полное расписание соревнований по ходу года, включай всех победителей и финалистов турниров — в одиночном, парном и смешанных разрядах.
| Турнир Большого шлема   |
| Кубок Мастерс           |
| ATP Super 9             |
| ATP Championship Series |
| ATP World Series        |
| Командные соревнования  |

### Январь
| Дата начала | Турнир | Чемпионы (Счёт финала)                                   | Финалисты                    |
| ----------- | --- | -------------------------------------------------------- | ---------------------------- |
| 4 января    | Международный теннисный турнир в Аделаиде Аделаида, Австралия ATP World Series $350,000— Хард Турнир 1999                                      | Томас Энквист 4-6, 6-1, 6-2                              | Ллейтон Хьюитт               |
| 4 января    | Международный теннисный турнир в Аделаиде Аделаида, Австралия ATP World Series $350,000— Хард Турнир 1999                                      | Густаво Куэртен Николас Лапентти 6-4, 6-4                | Патрик Гэлбрайт Джим Курье   |
| 4 января    | Открытый чемпионат Катара Доха, Катар ATP World Series $1,000,000 — Хард Турнир 1999                                                           | Райнер Шуттлер 6-4, 5-7, 6-1                             | Тим Хенмен                   |
| 4 января    | Открытый чемпионат Катара Доха, Катар ATP World Series $1,000,000 — Хард Турнир 1999                                                           | Алекс О’Брайен Джаред Палмер 6-3, 6-4                    | Пит Норвал Кевин Ульетт      |
| 11 января   | Heineken Open Окленд, Новая Зеландия ATP World Series $350,000 — Хард Турнир 1999                                                              | Шенг Схалкен 6-4, 6-4                                    | Томми Хаас                   |
| 11 января   | Heineken Open Окленд, Новая Зеландия ATP World Series $350,000 — Хард Турнир 1999                                                              | Даниэль Вацек Джефф Таранго 7-5, 7-5                     | Иржи Новак Давид Рикл        |
| 11 января   | Sydney International Сидней, Австралия ATP World Series $350,000 — Хард Турнир 1999                                                            | Тодд Мартин 6-3, 7-6(5)                                  | Алекс Корретха               |
| 11 января   | Sydney International Сидней, Австралия ATP World Series $350,000 — Хард Турнир 1999                                                            | Себастьен Ларо Даниэль Нестор 6-3, 6-4                   | Патрик Гэлбрайт Паул Хархёйс |
| 17 января   | Открытый чемпионат Австралии Мельбурн, Австралия Турнир Большого шлема $3,539,387 — Хард Одиночный турнир — Парный турнир Турнир смешанных пар | Евгений Кафельников 4-6, 6-0, 6-3, 7-6(1)                | Томас Энквист                |
| 17 января   | Открытый чемпионат Австралии Мельбурн, Австралия Турнир Большого шлема $3,539,387 — Хард Одиночный турнир — Парный турнир Турнир смешанных пар | Йонас Бьоркман Патрик Рафтер 6-3, 4-6, 6-4, 6-7(10), 6-4 | Махеш Бхупати Леандер Паес   |
| 17 января   | Открытый чемпионат Австралии Мельбурн, Австралия Турнир Большого шлема $3,539,387 — Хард Одиночный турнир — Парный турнир Турнир смешанных пар | Дэвид Адамс Мариан де Свардт 6-4, 4-6, 7-6(5)            | Максим Мирный Серена Уильямс |

### Февраль
| Дата начала | Турнир | Чемпионы (Счёт финала)                           | Финалисты                       |
| ----------- | --- | ------------------------------------------------ | ------------------------------- |
| 1 февраля   | Open 13 Марсель, Франция ATP World Series $539,250 — Хард (зал) Турнир 1999                                       | Фабрис Санторо 6-3, 4-6, 6-4                     | Арно Клеман                     |
| 1 февраля   | Open 13 Марсель, Франция ATP World Series $539,250 — Хард (зал) Турнир 1999                                       | Максим Мирный Андрей Ольховский 7-5, 7-6(9-7)    | Дэвид Адамс Павел Визнер        |
| 8 февраля   | Теннисный чемпионат Дубая Дубай, ОАЭ ATP World Series $1, 039,250 — Хард Турнир 1999                              | Жером Гольмар 6-4, 6-2                           | Николас Кифер                   |
| 8 февраля   | Теннисный чемпионат Дубая Дубай, ОАЭ ATP World Series $1, 039,250 — Хард Турнир 1999                              | Уэйн Блэк Сэндон Столл 4-6, 6-1, 6-4             | Дэвид Адамс Джон-Лаффни де Ягер |
| 8 февраля   | Sybase Open Сан-Хосе, США ATP World Series $350,000 — Хард (зал) Турнир 1999                                      | Марк Филиппуссис 6-3, 6-2                        | Сесил Мамит                     |
| 8 февраля   | Sybase Open Сан-Хосе, США ATP World Series $350,000 — Хард (зал) Турнир 1999                                      | Тодд Вудбридж Марк Вудфорд 7-5, 6-7(3), 6-4      | Ненад Зимонич Александр Китинов |
| 8 февраля   | Открытый чемпионат Санкт-Петербурга Санкт-Петербург, Россия ATP World Series $350,000 — Ковёр (зал) Турнир 1999   | Марк Россе 6-3, 6-4                              | Давид Приносил                  |
| 8 февраля   | Открытый чемпионат Санкт-Петербурга Санкт-Петербург, Россия ATP World Series $350,000 — Ковёр (зал) Турнир 1999   | Даниэль Вацек Джефф Таранго 3-6, 6-3, 7-5        | Менно Остинг Андрей Павел       |
| 15 февраля  | Kroger St. Jude International Мемфис, США ATP Championship Series $825,000 — Хард (зал) Турнир 1999               | Томми Хаас 6-4, 6-1                              | Джим Курье                      |
| 15 февраля  | Kroger St. Jude International Мемфис, США ATP Championship Series $825,000 — Хард (зал) Турнир 1999               | Тодд Вудбридж Марк Вудфорд 6-3, 6-4              | Себастьен Ларо Алекс О’Брайен   |
| 15 февраля  | ABN AMRO World Tennis Tournament Роттердам, Нидерланды ATP Championship Series $850,000 — Ковёр (зал) Турнир 1999 | Евгений Кафельников 6-2, 7-6(3)                  | Тим Хенмен                      |
| 15 февраля  | ABN AMRO World Tennis Tournament Роттердам, Нидерланды ATP Championship Series $850,000 — Ковёр (зал) Турнир 1999 | Дэвид Адамс Джон-Лаффни де Ягер 6-7(5), 6-3, 6-4 | Нил Броуд Питер Трамакки        |
| 22 февраля  | Guardian Direct Cup Лондон, Великобритания ATP Championship Series $814,250 — Ковёр (зал) Турнир 1999             | Рихард Крайчек 7-6(6), 6-7(5), 7-5               | Грег Руседски                   |
| 22 февраля  | Guardian Direct Cup Лондон, Великобритания ATP Championship Series $814,250 — Ковёр (зал) Турнир 1999             | Грег Руседски Тим Хенмен 6-3, 7-6(6)             | Байрон Блэк Уэйн Феррейра       |

### Март
| Дата начала | Турнир | Чемпионы (Счёт финала)                                                                                      | Финалисты                                                                           |
| ----------- | --- | --- | ----------------------------------------------------------------------------------- |
| 1 марта     | Открытый чемпионат Копенгагена Копенгаген, Дания ATP World Series $240,000 — Хард (зал) Турнир 1999 | Магнус Густафссон 6-4, 6-1                                                                                  | Фабрис Санторо                                                                      |
| 1 марта     | Открытый чемпионат Копенгагена Копенгаген, Дания ATP World Series $240,000 — Хард (зал) Турнир 1999 | Максим Мирный Андрей Ольховский 6-7(5), 7-6(4), 6-1                                                         | Марк-Кевин Гёлльнер Давид Приносил                                                  |
| 1 марта     | Tennis Channel Open Скоттсдейл, США ATP World Series $350,000 — Хард Турнир 1999 | Ян-Майкл Гэмбилл 7-6(2), 4-6, 6-4                                                                           | Ллейтон Хьюитт                                                                      |
| 1 марта     | Tennis Channel Open Скоттсдейл, США ATP World Series $350,000 — Хард Турнир 1999 | Джастин Гимелстоб Ричи Ренеберг 6-4, 6-7(4), 6-3                                                            | Марк Ноулз Сэндон Столл                                                             |
| 8 марта     | Newsweek Champions Cup Индиан-Уэллс, США ATP Super 9 $2,450,000 — Хард Одиночный турнир — Парный турнир | Марк Филиппуссис 5-7, 6-4, 6-4, 4-6, 6-2                                                                    | Карлос Мойя                                                                         |
| 8 марта     | Newsweek Champions Cup Индиан-Уэллс, США ATP Super 9 $2,450,000 — Хард Одиночный турнир — Парный турнир | Уэйн Блэк Сэндон Столл 7-6(4), 6-3                                                                          | Рик Лич Эллис Феррейра                                                              |
| 15 марта    | Lipton Championships Майами, США ATP Super 9 $2,700,000 — Хард Одиночный турнир — Парный турнир | Рихард Крайчек 4-6, 6-1, 6-2, 7-5                                                                           | Себастьян Грожан                                                                    |
| 15 марта    | Lipton Championships Майами, США ATP Super 9 $2,700,000 — Хард Одиночный турнир — Парный турнир | Уэйн Блэк Сэндон Столл 6-1, 6-1                                                                             | Борис Беккер Ян-Майкл Гэмбилл                                                       |
| 22 марта    | Гран-при Хасана II Касабланка, Марокко ATP World Series $240,000 — Грунт Турнир 1999 | Альберто Мартин 6-3, 6-4                                                                                    | Фернандо Висенте                                                                    |
| 22 марта    | Гран-при Хасана II Касабланка, Марокко ATP World Series $240,000 — Грунт Турнир 1999 | Фернандо Мелигени Жайме Онсинс 6-2, 6-3                                                                     | Массимо Ардинги Виченцо Сантопадре                                                  |
| 29 марта    | Кубок Дэвиса. 1999. 1-й раунд Тролльхеттан, Швеция — Хард (зал) Франкфурт-на-Майне, Германия — Ковёр (зал) Бирмингем, Великобритания — Хард (зал) Хараре, Зимбабве — Хард (зал) Ним, Франция — Грунт (зал) Льейда, Испания — Грунт Гент, Бельгия — Грунт (зал) Невшатель, Швейцария — Ковёр (зал) | Победители Словакия 3-2 Россия 3-2 США 3-2 Австралия 4-1 Франция 4-1 Бразилия 3-2 Бельгия 3-2 Швейцария 3-2 | Проигравшие Швеция Германия Великобритания Зимбабве Нидерланды Испания Чехия Италия |

### Апрель
| Дата начала | Турнир | Чемпионы (Счёт финала)                             | Финалисты                         |
| ----------- | --- | -------------------------------------------------- | --------------------------------- |
| 5 апреля    | Открытый чемпионат Гонконга Гонконг ATP World Series $350,000 — Хард Турнир 1999                                          | Андре Агасси 6-7(4), 6-4, 6-4                      | Борис Беккер                      |
| 5 апреля    | Открытый чемпионат Гонконга Гонконг ATP World Series $350,000 — Хард Турнир 1999                                          | Джеймс Гринхал Грант Силкок Без игры               | Андре Агасси Дэвид Уитон          |
| 5 апреля    | Открытый чемпионат Ченнаи Ченнаи, Индия ATP World Series $430,000 — Хард Турнир 1999                                      | Байрон Блэк 6-4, 1-6, 6-3                          | Райнер Шуттлер                    |
| 5 апреля    | Открытый чемпионат Ченнаи Ченнаи, Индия ATP World Series $430,000 — Хард Турнир 1999                                      | Махеш Бхупати Леандер Паес 4-6, 7-5, 6-4           | Уэйн Блэк Невилл Годвин           |
| 5 апреля    | Открытый чемпионат Эшторила Оэйраш, Португалия ATP World Series $625,000 — Грунт Турнир 1999                              | Альберт Коста 7-6(4), 2-6, 6-3                     | Тодд Мартин                       |
| 5 апреля    | Открытый чемпионат Эшторила Оэйраш, Португалия ATP World Series $625,000 — Грунт Турнир 1999                              | Дональд Джонсон Томас Карбонелл 6-3, 2-6, 6-1      | Иржи Новак Давид Рикл             |
| 12 апреля   | Приз графа Годо Барселона, Испания ATP Championship Series $950,000 — Грунт Турнир 1999                                   | Феликс Мантилья 7-6(2), 6-3, 6-3                   | Карим Алами                       |
| 12 апреля   | Приз графа Годо Барселона, Испания ATP Championship Series $950,000 — Грунт Турнир 1999                                   | Евгений Кафельников Паул Хархёйс 7-5, 6-3          | Массимо Бертолини Кристиан Бранди |
| 12 апреля   | Открытый чемпионат Японии Токио, Япония ATP Championship Series $725,000 — Хард Турнир 1999                               | Николас Кифер 7-6(5), 7-5                          | Уэйн Феррейра                     |
| 12 апреля   | Открытый чемпионат Японии Токио, Япония ATP Championship Series $725,000 — Хард Турнир 1999                               | Даниэль Вацек Джефф Таранго 4-3, — отказ           | Уэйн Блэк Брайан Макфи            |
| 19 апреля   | Masters Series Monte-Carlo Рокебрюн — Кап-Мартен, Франция ATP Super 9 $2,450,000 — Грунт Одиночный турнир — Парный турнир | Густаво Куэртен 6-4, 2-1 — отказ                   | Марсело Риос                      |
| 19 апреля   | Masters Series Monte-Carlo Рокебрюн — Кап-Мартен, Франция ATP Super 9 $2,450,000 — Грунт Одиночный турнир — Парный турнир | Оливье Делетр Тим Хенмен 6-2, 6-3                  | Иржи Новак Давид Рикл             |
| 19 апреля   | Грунтовый чемпионат США Орландо, США ATP World Series $289,250- Грунт Турнир 1999                                         | Магнус Норман 6-0, 6-3                             | Гильермо Каньяс                   |
| 19 апреля   | Грунтовый чемпионат США Орландо, США ATP World Series $289,250- Грунт Турнир 1999                                         | Тодд Вудбридж Джим Курье 7-6(4), 6-4               | Боб Брайан Майк Брайан            |
| 26 апреля   | AT&T Tennis Challenge Атланта, США ATP World Series $350,000- Грунт Турнир 1999                                           | Штефан Коубек 6-1, 6-2                             | Себастьян Грожан                  |
| 26 апреля   | AT&T Tennis Challenge Атланта, США ATP World Series $350,000- Грунт Турнир 1999                                           | Патрик Гэлбрайт Джастин Гимелстоб 5-7, 7-6(4), 6-3 | Тодд Вудбридж Марк Вудфорд        |
| 26 апреля   | BMW Open Мюнхен, Германия ATP World Series $525,000 — Грунт Турнир 1999                                                   | Франко Скильяри 6-4, 6-3                           | Андрей Павел                      |
| 26 апреля   | BMW Open Мюнхен, Германия ATP World Series $525,000 — Грунт Турнир 1999                                                   | Мариано Пуэрта Даниэль Орсанич 7-6(3), 3-6, 7-6(3) | Массимо Бертолини Кристиан Бранди |
| 26 апреля   | Открытый чемпионат Праги Прага, Чехия ATP World Series $500,000 — Грунт Турнир 1999                                       | Доминик Хрбаты 6-2, 6-2                            | Слава Доседел                     |
| 26 апреля   | Открытый чемпионат Праги Прага, Чехия ATP World Series $500,000 — Грунт Турнир 1999                                       | Мартин Дамм Радек Штепанек 6-0, 6-2                | Марк Кейл Николас Лапентти        |

### Май
| Дата начала | Турнир | Чемпионы (Счёт финала)                        | Финалисты                       |
| ----------- | --- | --------------------------------------------- | ------------------------------- |
| 3 мая       | Открытый чемпионат Германии Гамбург, Германия ATP Super 9 $2,450,000 — Грунт Одиночный турнир — Парный турнир                            | Марсело Риос 6-7(5), 7-5, 5-7, 7-6(5), 6-2    | Мариано Сабалета                |
| 3 мая       | Открытый чемпионат Германии Гамбург, Германия ATP Super 9 $2,450,000 — Грунт Одиночный турнир — Парный турнир                            | Уэйн Артурс Эндрю Кратцманн 2-6, 7-6(5), 6-2  | Джаред Палмер Паул Хархёйс      |
| 3 мая       | Международный теннисный чемпионат в Делрей-Бич Делрей-Бич, США ATP World Series $270,000 — Грунт Турнир 1999                             | Ллейтон Хьюитт 6-4, 6-7(2), 6-1               | Ксавье Малисс                   |
| 3 мая       | Международный теннисный чемпионат в Делрей-Бич Делрей-Бич, США ATP World Series $270,000 — Грунт Турнир 1999                             | Ненад Зимонич Максим Мирный 7-6(3), 3-6, 6-3  | Брайан Макфи Даг Флэк           |
| 10 мая      | Открытый чемпионат Италии Рим, Италия ATP Super 9 $2,450,000 — Грунт Одиночный турнир — Парный турнир                                    | Густаво Куэртен 6-4, 7-5, 7-6(6)              | Патрик Рафтер                   |
| 10 мая      | Открытый чемпионат Италии Рим, Италия ATP Super 9 $2,450,000 — Грунт Одиночный турнир — Парный турнир                                    | Рик Лич Эллис Феррейра 6-7(0), 6-1, 6-2       | Дэвид Адамс Джон-Лаффни де Ягер |
| 17 мая      | Командный кубок мира Дюссельдорф, Германия Командный турнир $1,650,000 — Грунт — 8 команд (Группа) Турнир 1999                           | Австралия · 2-1                               | Швеция                          |
| 17 мая      | International Raiffeisen Grand Prix Санкт-Пёльтен, Австрия ATP World Series $425,000 — Грунт Турнир 1999                                 | Марсело Риос 4-4, — отказ                     | Мариано Сабалета                |
| 17 мая      | International Raiffeisen Grand Prix Санкт-Пёльтен, Австрия ATP World Series $425,000 — Грунт Турнир 1999                                 | Андрей Ольховский Эндрю Флорент 5-7, 6-4, 7-5 | Робби Кёниг Брент Хайгарт       |
| 24 мая      | Открытый чемпионат Франции Париж, Франция Турнир Большого шлема $5,159,915 — Грунт Одиночный турнир — Парный турнир Турнир смешанных пар | Андре Агасси 1-6, 2-6, 6-4, 6-3, 6-4          | Андрей Медведев                 |
| 24 мая      | Открытый чемпионат Франции Париж, Франция Турнир Большого шлема $5,159,915 — Грунт Одиночный турнир — Парный турнир Турнир смешанных пар | Махеш Бхупати Леандер Паес 6-2, 7-5           | Горан Иванишевич Джефф Таранго  |
| 24 мая      | Открытый чемпионат Франции Париж, Франция Турнир Большого шлема $5,159,915 — Грунт Одиночный турнир — Парный турнир Турнир смешанных пар | Пит Норвал Катарина Среботник 6-3, 3-6, 6-3   | Рик Лич Лариса Нейланд          |

### Июнь
| Дата начала | Турнир | Чемпионы (Счёт финала)                               | Финалисты                                              |
| ----------- | --- | ---------------------------------------------------- | ------------------------------------------------------ |
| 7 июня      | Stella Artois Championships Лондон, Великобритания ATP World Series $750,000 — Трава Турнир 1999                                          | Пит Сампрас 6-7(1), 6-4, 7-6(4)                      | Тим Хенмен                                             |
| 7 июня      | Stella Artois Championships Лондон, Великобритания ATP World Series $750,000 — Трава Турнир 1999                                          | Себастьен Ларо Алекс О'Брайен 6-1, 7-6(3)            | Тодд Вудбридж Марк Вудфорд                             |
| 7 июня      | Открытый чемпионат Мерано Мерано, Италия ATP World Series $350,000 — Грунт Турнир 1999                                                    | Фернандо Висенте 6-2, 3-6, 7-6(1)                    | Хишам Арази                                            |
| 7 июня      | Открытый чемпионат Мерано Мерано, Италия ATP World Series $350,000 — Грунт Турнир 1999                                                    | Лукас Арнольд Кер Жайме Онсинс 6-4, 7-6(1)           | Марк-Кевин Гёлльнер Эрик Тайно                         |
| 7 июня      | Gerry Weber Open Халле, Германия ATP World Series $900,000 — Трава Турнир 1999                                                            | Николас Кифер 6-3, 6-2                               | Никлас Култи                                           |
| 7 июня      | Gerry Weber Open Халле, Германия ATP World Series $900,000 — Трава Турнир 1999                                                            | Йонас Бьоркман Патрик Рафтер 6-3, 7-5                | Джаред Палмер Паул Хархёйс                             |
| 14 июня     | Открытый чемпионат Ноттингема Ноттингем, Великобритания ATP World Series $350,000 — Трава Турнир 1999                                     | Седрик Пьолин 6-3, 7-5                               | Кевин Ульетт                                           |
| 14 июня     | Открытый чемпионат Ноттингема Ноттингем, Великобритания ATP World Series $350,000 — Трава Турнир 1999                                     | Патрик Гэлбрайт Джастин Гимелстоб 5-7, 7-5, 6-3      | Мариус Барнард Брент Хайгарт                           |
| 14 июня     | Чемпионат Росмалена Хертогенбос, Нидерланды ATP World Series $350,000 — Трава Турнир 1999                                                 | Патрик Рафтер 3-6, 7-6(7), 6-4                       | Андрей Павел                                           |
| 14 июня     | Чемпионат Росмалена Хертогенбос, Нидерланды ATP World Series $350,000 — Трава Турнир 1999                                                 | Финал отменён из-за дождя                            | Леандер Паес / Ян Симеринк Давид Рикл / Эллис Феррейра |
| 21 июня     | Уимблдонский турнир Лондон, Великобритания Турнир Большого шлема $5,614,685 — Трава Одиночный турнир — Парный турнир Турнир смешанных пар | Пит Сампрас 6-3, 6-4, 7-5                            | Андре Агасси                                           |
| 21 июня     | Уимблдонский турнир Лондон, Великобритания Турнир Большого шлема $5,614,685 — Трава Одиночный турнир — Парный турнир Турнир смешанных пар | Махеш Бхупати Леандер Паес 6-7(10), 6-3, 6-4, 7-6(4) | Джаред Палмер Паул Хархёйс                             |
| 21 июня     | Уимблдонский турнир Лондон, Великобритания Турнир Большого шлема $5,614,685 — Трава Одиночный турнир — Парный турнир Турнир смешанных пар | Леандер Паес Лиза Реймонд 6-4, 3-6, 6-3              | Йонас Бьоркман Анна Курникова                          |

### Июль
| Дата начала | Турнир | Чемпионы (Счёт финала)                                     | Финалисты                                   |
| ----------- | --- | ---------------------------------------------------------- | ------------------------------------------- |
| 5 июля      | Открытый чемпионат Швеции Бостад, Швеция ATP World Series $350,000 — Грунт Турнир 1999                                                  | Хуан Антонио Марин 6-3, 7-6(4)                             | Андреас Винсигерра                          |
| 5 июля      | Открытый чемпионат Швеции Бостад, Швеция ATP World Series $350,000 — Грунт Турнир 1999                                                  | Дэвид Адамс Джефф Таранго 7-6(6), 6-4                      | Никлас Култи Микаэль Тиллстрём              |
| 5 июля      | Suisse Open Gstaad Гштад, Швейцария ATP World Series $525,000 — Грунт Турнир 1999                                                       | Альберт Коста 7-6(4), 6-3, 6-4                             | Николас Лапентти                            |
| 5 июля      | Suisse Open Gstaad Гштад, Швейцария ATP World Series $525,000 — Грунт Турнир 1999                                                       | Дональд Джонсон Цирил Сук 7-5, 7-6(4)                      | Александр Китинов Эрик Тайно                |
| 5 июля      | Hall of Fame Tennis Championships Ньюпорт, США ATP World Series $320,000 — Трава Турнир 1999                                            | Крис Вудрафф 6-7(5), 6-4, 6-4                              | Кеннет Карлсен                              |
| 5 июля      | Hall of Fame Tennis Championships Ньюпорт, США ATP World Series $320,000 — Трава Турнир 1999                                            | Уэйн Артурс Леандер Паес 6-7(6), 7-6(7), 6-3               | Крис Вудрафф Саргис Саргсян                 |
| 12 июля     | Кубок Дэвиса 1999. 1/4 финала Москва, Россия — Грунт (зал) Честнат Хилл, США — Хард По, Франция — Ковёр (зал) Брюссель, Бельгия — Грунт | Победители Россия3-2 Австралия 4-1 Франция 3-2 Бельгия 3-2 | Проигравшие Словакия США Бразилия Швейцария |
| 19 июля     | Mercedes Cup Штутгарт, Германия ATP Championship Series $1,040,000 — Грунт Турнир 1999                                                  | Магнус Норман 6-7(6), 4-6, 7-6(7), 6-0, 6-3                | Томми Хаас                                  |
| 19 июля     | Mercedes Cup Штутгарт, Германия ATP Championship Series $1,040,000 — Грунт Турнир 1999                                                  | Жайме Онсинс Даниэль Орсанич 6-2, 6-1                      | Александр Китинов Джек Уэйт                 |
| 26 июля     | Открытый чемпионат Австрии Кицбюэль, Австрия ATP Championship Series $525,000 — Грунт Турнир 1999                                       | Альберт Коста 7-5, 6-2, 6-7(5), 7-6(4)                     | Фернандо Висенте                            |
| 26 июля     | Открытый чемпионат Австрии Кицбюэль, Австрия ATP Championship Series $525,000 — Грунт Турнир 1999                                       | Петер Нюборг Крис Хаггард 6-3, 6-7(4), 7-6(4)              | Душан Вемич Алекс Калатрава                 |
| 26 июля     | Mercedes-Benz Cup Лос-Анджелес, США ATP World Series $350,000 — Хард Турнир 1999                                                        | Пит Сампрас 7-6(3), 7-6(1)                                 | Андре Агасси                                |
| 26 июля     | Mercedes-Benz Cup Лос-Анджелес, США ATP World Series $350,000 — Хард Турнир 1999                                                        | Байрон Блэк Уэйн Феррейра 6-2, 7-6(4)                      | Горан Иванишевич Брайан Макфи               |
| 26 июля     | Открытый чемпионат Хорватии Умаг, Хорватия ATP World Series $400,000 — Грунт Турнир 1999                                                | Магнус Норман 6-2, 6-4                                     | Джефф Таранго                               |
| 26 июля     | Открытый чемпионат Хорватии Умаг, Хорватия ATP World Series $400,000 — Грунт Турнир 1999                                                | Мариано Пуэрта Хавьер Санчес 3-6, 6-2, 6-3                 | Массимо Бертолини Кристиан Бранди           |

### Август
| Дата начала | Турнир | Чемпионы (Счёт финала)                            | Финалисты                       |
| ----------- | --- | ------------------------------------------------- | ------------------------------- |
| 2 августа   | Открытый чемпионат Нидерландов Амстердам, Нидерланды ATP World Series $500,000 — Грунт Турнир 1999                                 | Юнес эль-Айнауи 6-0, 6-3                          | Мариано Сабалета                |
| 2 августа   | Открытый чемпионат Нидерландов Амстердам, Нидерланды ATP World Series $500,000 — Грунт Турнир 1999                                 | Шенг Схалкен Паул Хархёйс 6-3, 6-2                | Девин Боуэн Эяль Ран            |
| 2 августа   | Du Maurier Open Монреаль, Канада ATP Super 9 $2,450,000 — Хард Одиночный турнир — Парный турнир                                    | Томас Юханссон 1-6, 6-3, 6-3                      | Евгений Кафельников             |
| 2 августа   | Du Maurier Open Монреаль, Канада ATP Super 9 $2,450,000 — Хард Одиночный турнир — Парный турнир                                    | Йонас Бьоркман Патрик Рафтер 7-6(5), 6-4          | Байрон Блэк Уэйн Феррейра       |
| 9 августа   | Great American Insurance ATP Championships Цинциннати, США ATP Super 9 $2,450,000 — Хард Одиночный турнир — Парный турнир          | Пит Сампрас 7-6(7), 6-3                           | Патрик Рафтер                   |
| 9 августа   | Great American Insurance ATP Championships Цинциннати, США ATP Super 9 $2,450,000 — Хард Одиночный турнир — Парный турнир          | Байрон Блэк Йонас Бьоркман 6-3, 7-6(6)            | Тодд Вудбридж Марк Вудфорд      |
| 9 августа   | Открытый чемпионат Сан-Марино Сан-Марино, Сан-Марино ATP World Series $300,000 — Грунт Турнир 1999                                 | Гало Бланко 4-6, 6-4, 6-3                         | Альберт Портас                  |
| 9 августа   | Открытый чемпионат Сан-Марино Сан-Марино, Сан-Марино ATP World Series $300,000 — Грунт Турнир 1999                                 | Лукас Арнольд Кер Мариано Худ 6-3, 6-2            | Павел Визнер Петр Пала          |
| 16 августа  | Legg Mason Tennis Classic Вашингтон, США ATP Championship Series $725,000 — Хард Турнир 1999                                       | Андре Агасси 7-6(3), 6-1                          | Евгений Кафельников             |
| 16 августа  | Legg Mason Tennis Classic Вашингтон, США ATP Championship Series $725,000 — Хард Турнир 1999                                       | Джастин Гимелстоб Себастьен Ларо 7-5, 6-7(2), 6-3 | Дэвид Адамс Джон-Лаффни де Ягер |
| 16 августа  | RCA Championships Индианаполис, США ATP Championship Series $870,000 — Хард Турнир 1999                                            | Николас Лапентти 4-6, 6-4, 6-4                    | Винсент Спейди                  |
| 16 августа  | RCA Championships Индианаполис, США ATP Championship Series $870,000 — Хард Турнир 1999                                            | Джаред Палмер Паул Хархёйс 6-3, 6-4               | Оливье Делетр Леандер Паес      |
| 23 августа  | MFS Pro Tennis Championships Бостон, США ATP World Series $325,000 — Хард Турнир 1999                                              | Марат Сафин 6-4, 7-6(11)                          | Грег Руседски                   |
| 23 августа  | MFS Pro Tennis Championships Бостон, США ATP World Series $325,000 — Хард Турнир 1999                                              | Мартин Гарсия Гильермо Каньяс 5-7, 7-6(2), 6-3    | Мариус Барнард Ти Джей Мидлтон  |
| 23 августа  | Hamlet Cup Лонг-Айленд, США ATP World Series $350,000 — Хард Турнир 1999                                                           | Магнус Норман 7-6(4), 4-6, 6-3                    | Алекс Корретха                  |
| 23 августа  | Hamlet Cup Лонг-Айленд, США ATP World Series $350,000 — Хард Турнир 1999                                                           | Оливье Делетр Фабрис Санторо 7-5, 6-4             | Ян-Майкл Гэмбилл Скотт Хамфрис  |
| 30 августа  | Открытый чемпионат США Нью-Йорк, США Турнир Большого шлема $6,257,000 — Хард Одиночный турнир — Парный турнир Турнир смешанных пар | Андре Агасси 6-4, 6-7(5), 6-7(2), 6-3, 6-2        | Тодд Мартин                     |
| 30 августа  | Открытый чемпионат США Нью-Йорк, США Турнир Большого шлема $6,257,000 — Хард Одиночный турнир — Парный турнир Турнир смешанных пар | Себастьен Ларо Алекс О’Брайен 7-6(7), 6-4         | Махеш Бхупати Леандер Паес      |
| 30 августа  | Открытый чемпионат США Нью-Йорк, США Турнир Большого шлема $6,257,000 — Хард Одиночный турнир — Парный турнир Турнир смешанных пар | Махеш Бхупати Ай Сугияма 6-4, 6-4                 | Дональд Джонсон Кимберли По     |

### Сентябрь
| Дата начала | Турнир | Чемпионы (Счёт финала)                        | Финалисты                             |
| ----------- | --- | --------------------------------------------- | ------------------------------------- |
| 11 сентября | Международный теннисный турнир в Борнмуте Борнмут, Великобритания ATP World Series $400,000 — Грунт Турнир 1999 | Адриан Войня 1-6, 7-5, 7-6(2)                 | Штефан Коубек                         |
| 11 сентября | Международный теннисный турнир в Борнмуте Борнмут, Великобритания ATP World Series $400,000 — Грунт Турнир 1999 | Дэвид Адамс Джефф Таранго 6-3, 6-7(5), 7-6(5) | Михаэль Кольманн Никлас Култи         |
| 11 сентября | Открытый чемпионат Мальорки Мальорка, Испания ATP World Series $500,000 — Грунт Турнир 1999                     | Хуан Карлос Ферреро 2-6, 7-5, 6-3             | Алекс Корретха                        |
| 11 сентября | Открытый чемпионат Мальорки Мальорка, Испания ATP World Series $500,000 — Грунт Турнир 1999                     | Лукас Арнольд Кер Томас Карбонелл 6-1, 6-4    | Альберто Берасатеги Франсиско Роиг    |
| 11 сентября | Открытый чемпионат Ташкента Ташкент, Узбекистан ATP World Series $500,000 — Хард Турнир 1999                    | Николас Кифер 6-4, 6-2                        | Жорж Бастль                           |
| 11 сентября | Открытый чемпионат Ташкента Ташкент, Узбекистан ATP World Series $500,000 — Хард Турнир 1999                    | Олег Огородов Марк Россе 7-6(4), 7-6(1)       | Марк Кейл Лоренцо Манта               |
| 20 сентября | Кубок Дэвиса 1999. 1/2 финала Брисбен, Австралия — Траваbr>По, Франция — Ковёр (зал)                            | Победители Австралия 4-1 Франция 4-1          | Проигравшие Россия Бельгия            |
| 27 сентября | Открытый чемпионат Румынии Бухарест, Румыния ATP World Series $350,000 — Грунт Турнир 1999                      | Альберто Мартин 6-2, 6-3                      | Карим Алами                           |
| 27 сентября | Открытый чемпионат Румынии Бухарест, Румыния ATP World Series $350,000 — Грунт Турнир 1999                      | Лукас Арнольд Кер Мартин Гарсия 6-3, 2-6, 6-3 | Марк-Кевин Гёлльнер Франсиско Монтана |
| 27 сентября | Кубок Большого шлема Мюнхен, Германия Выставочный $4,250,000 — Хард (зал) Турнир 1999                           | Грег Руседски 6-3, 6-4, 6-7(5), 7-6(5)        | Томми Хаас                            |
| 27 сентября | Гран-при Тулузы Тулуза, Франция ATP World Series $400,000 — Хард (зал) Турнир 1999                              | Николя Эскюде 7-5, 6-1                        | Даниэль Вацек                         |
| 27 сентября | Гран-при Тулузы Тулуза, Франция ATP World Series $400,000 — Хард (зал) Турнир 1999                              | Оливье Делетр Джефф Таранго 3-6, 7-6(2), 6-4  | Дэвид Адамс Джон-Лаффни де Ягер       |

### Октябрь
| Дата начала | Турнир | Чемпионы (Счёт финала)                         | Финалисты                       |
| ----------- | --- | ---------------------------------------------- | ------------------------------- |
| 4 октября   | Davidoff Swiss Indoors Базель, Швейцария ATP World Series $1,000,000 — Ковёр (зал) Турнир 1999             | Кароль Кучера 6-4, 7-6(10), 4-6, 4-6, 7-6(2)   | Тим Хенмен                      |
| 4 октября   | Davidoff Swiss Indoors Базель, Швейцария ATP World Series $1,000,000 — Ковёр (зал) Турнир 1999             | Александр Китинов Брент Хайгарт 0-6, 6-4, 7-5  | Иржи Новак Давид Рикл           |
| 4 октября   | Международный теннисный чемпионат на Сицилии Палермо, Италия ATP World Series $350,000 — Грунт Турнир 1999 | Арно ди Паскуаль 6-1, 6-3                      | Альберто Берасатеги             |
| 4 октября   | Международный теннисный чемпионат на Сицилии Палермо, Италия ATP World Series $350,000 — Грунт Турнир 1999 | Себастьян Прието Мариано Худ 6-3, 6-1          | Лэн Бэйл Альберто Мартин        |
| 4 октября   | Heineken Open Shanghai Шанхай ATP World Series $350,000 — Хард Турнир 1999                                 | Магнус Норман 2-6, 6-3, 7-5                    | Марсело Риос                    |
| 4 октября   | Heineken Open Shanghai Шанхай ATP World Series $350,000 — Хард Турнир 1999                                 | Себастьен Ларо Даниэль Нестор 7-5, 6-3         | Тодд Вудбридж Марк Вудфорд      |
| 11 октября  | Открытый чемпионат Вены Вена, Австрия ATP Championship Series $800,000 — Хард (зал) Турнир 1999            | Грег Руседски 6-7(5), 2-6, 6-3, 7-5, 6-4       | Николас Кифер                   |
| 11 октября  | Открытый чемпионат Вены Вена, Австрия ATP Championship Series $800,000 — Хард (зал) Турнир 1999            | Давид Приносил Сэндон Столл 6-3, 6-4           | Пит Норвал Кевин Ульетт         |
| 11 октября  | Открытый чемпионат Сингапура Сингапур ATP Championship Series $725,000 — Ковёр (зал) Турнир 1999           | Марсело Риос 6-2, 7-6(5)                       | Микаэль Тиллстрём               |
| 11 октября  | Открытый чемпионат Сингапура Сингапур ATP Championship Series $725,000 — Ковёр (зал) Турнир 1999           | Максим Мирный Эрик Тайно 6-3, 6-4              | Тодд Вудбридж Марк Вудфорд      |
| 18 октября  | Гран-при Лиона Лион, Франция ATP World Series $750,000 — Ковёр (зал) Турнир 1999                           | Николас Лапентти 6-3, 6-2                      | Ллейтон Хьюитт                  |
| 18 октября  | Гран-при Лиона Лион, Франция ATP World Series $750,000 — Ковёр (зал) Турнир 1999                           | Пит Норвал Кевин Ульетт 4-6, 7-6(5), 7-6(4)    | Сэндон Столл Уэйн Феррейра      |
| 25 октября  | Eurocard Open Штутгарт, Германия ATP Super 9 $2,450,000 — Хард (зал) Одиночный турнир — Парный турнир      | Томас Энквист 6-1, 6-4, 5-7, 7-5               | Рихард Крайчек                  |
| 25 октября  | Eurocard Open Штутгарт, Германия ATP Super 9 $2,450,000 — Хард (зал) Одиночный турнир — Парный турнир      | Байрон Блэк Йонас Бьоркман 6-7(6), 7-6(2), 6-0 | Дэвид Адамс Джон-Лаффни де Ягер |

### Ноябрь
| Дата начала | Турнир | Чемпионы (Счёт финала)                      | Финалисты                      |
| ----------- | --- | ------------------------------------------- | ------------------------------ |
| 1 ноября    | Открытый чемпионат Парижа Париж, Франция ATP Super 9 $2,950,000 — Ковёр (зал) Одиночный турнир — Парный турнир              | Андре Агасси 7-6(1), 6-2, 4-6, 6-4          | Марат Сафин                    |
| 1 ноября    | Открытый чемпионат Парижа Париж, Франция ATP Super 9 $2,950,000 — Ковёр (зал) Одиночный турнир — Парный турнир              | Себастьен Ларо Алекс О’Брайен 7-6(7), 7-5   | Джаред Палмер Паул Хархёйс     |
| 8 ноября    | Кубок Кремля Москва, Россия ATP World Series $1,000,000 — Ковёр (зал) Турнир 1999                                           | Евгений Кафельников 7-6(2), 6-4             | Байрон Блэк                    |
| 8 ноября    | Кубок Кремля Москва, Россия ATP World Series $1,000,000 — Ковёр (зал) Турнир 1999                                           | Даниэль Вацек Джастин Гимелстоб 6-2, 6-1    | Андрей Медведев Марат Сафин    |
| 8 ноября    | Открытый чемпионат Стокгольма Стокгольм, Швеция ATP World Series $825,000 — Хард (зал) Турнир 1999                          | Томас Энквист 6-3, 6-4, 6-2                 | Магнус Густафссон              |
| 8 ноября    | Открытый чемпионат Стокгольма Стокгольм, Швеция ATP World Series $825,000 — Хард (зал) Турнир 1999                          | Пит Норвал Кевин Ульетт 7-5, 6-3            | Ян-Майкл Гэмбилл Скотт Хамфрис |
| 15 ноября   | Чемпионат мира ATP в парном разряде Хартфорд, США Итоговый турнир $900,000 — Ковёр (зал) — 8D (Группа) Турнир 1999          | Себастьен Ларо Алекс О’Брайен 6-3, 6-2, 6-2 | Махеш Бхупати Леандер Паес     |
| 22 ноября   | Чемпионат мира ATP в одиночном разряде Ганновер, Германия Итоговый турнир $3,600,000 — Хард (зал) — 8S (Группа) Турнир 1999 | Пит Сампрас 6-1, 7-5, 6-4                   | Андре Агасси                   |
| 29 ноября   | Кубок Дэвиса 1999. Финал Ницца, Франция — Грунт (зал)                                                                       | Австралия 3-2                               | Франция                        |

## Рейтинг ATP

### Одиночный рейтинг
| по данным на 13 декабря 1999 | по данным на 13 декабря 1999 | по данным на 13 декабря 1999 | по данным на 13 декабря 1999 | по данным на 13 декабря 1999 |
| Поз.                         | Теннисист                    | Очки                         | 1998                         | +/-                          |
| ---------------------------- | ---------------------------- | ---------------------------- | ---------------------------- | ---------------------------- |
| 1                            | Андре Агасси                 | 5 048                        | 6                            | ▲ 5                          |
| 2                            | Евгений Кафельников          | 3 465                        | 11                           | ▲ 9                          |
| 3                            | Пит Сампрас                  | 3 024                        | 1                            | ▼ 2                          |
| 4                            | Томас Энквист                | 2 606                        | 22                           | ▲ 18                         |
| 5                            | Густаво Куэртен              | 2 601                        | 23                           | ▲ 18                         |
| 6                            | Николас Кифер                | 2 447                        | 35                           | ▲ 29                         |
| 7                            | Тодд Мартин                  | 2 408                        | 16                           | ▲ 9                          |
| 8                            | Николас Лапентти             | 2 284                        | 90                           | ▲ 82                         |
| 9                            | Марсело Риос                 | 2 245                        | 2                            | ▼ 7                          |
| 10                           | Рихард Крайчек               | 2 095                        | 10                           | ▬                            |
| 11                           | Томми Хаас                   | 1 921                        | 34                           | ▲ 23                         |
| 12                           | Тим Хенмен                   | 1 920                        | 7                            | ▼ 5                          |
| 13                           | Седрик Пьолин                | 1 814                        | 18                           | ▲ 5                          |
| 14                           | Грег Руседски                | 1 802                        | 9                            | ▼ 5                          |
| 15                           | Магнус Норман                | 1 748                        | 52                           | ▲ 37                         |
| 16                           | Патрик Рафтер                | 1 731                        | 4                            | ▼ 12                         |
| 17                           | Кароль Кучера                | 1 633                        | 8                            | ▼ 9                          |
| 18                           | Альберт Коста                | 1 572                        | 14                           | ▼ 4                          |
| 19                           | Марк Филиппуссис             | 1 570                        | 15                           | ▼ 4                          |
| 20                           | Винсент Спейди               | 1 542                        | 42                           | ▲ 22                         |

### Парный рейтинг (Игроки)
| по данным на 13 декабря 1999 | по данным на 13 декабря 1999 | по данным на 13 декабря 1999 | по данным на 13 декабря 1999 | по данным на 13 декабря 1999 |
| Поз.                         | Теннисист                    | Очки                         | 1998                         | +/-                          |
| ---------------------------- | ---------------------------- | ---------------------------- | ---------------------------- | ---------------------------- |
| 1                            | Леандер Паес                 | 4 339                        | 4                            | ▲ 3                          |
| 2                            | Махеш Бхупати                | 3 851                        | 3                            | ▲ 1                          |
| 3                            | Йонас Бьоркман               | 3 623                        | 8                            | ▲ 5                          |
| 4                            | Себастьен Ларо               | 3 137                        | 17                           | ▲ 13                         |
| 5                            | Паул Хархёйс                 | 2 990                        | 2                            | ▼ 3                          |
| 6                            | Джаред Палмер                | 2 889                        | 86                           | ▲ 80                         |
| 7                            | Алекс О'Брайен               | 2 756                        | 20                           | ▲ 13                         |
| 8                            | Тодд Вудбридж                | 2 716                        | 5                            | ▼ 3                          |
| 9                            | Сэндон Столл                 | 2 705                        | 14                           | ▲ 5                          |
| 10                           | Байрон Блэк                  | 2 619                        | 70                           | ▲ 60                         |
| 11                           | Марк Вудфорд                 | 2 619                        | 6                            | ▼ 5                          |
| 12                           | Дэвид Адамс                  | 2 549                        | 37                           | ▲ 25                         |
| 13                           | Эллис Феррейра               | 2 542                        | 10                           | ▼ 3                          |
| 14                           | Уэйн Блэк                    | 2 400                        | 46                           | ▲ 32                         |
| 15                           | Рик Лич                      | 2 395                        | 13                           | ▼ 2                          |
| 16                           | Оливье Делетр                | 2 352                        | 12                           | ▼ 4                          |
| 17                           | Джефф Таранго                | 2 318                        | 52                           | ▲ 35                         |
| 18                           | Джон-Лаффни де Ягер          | 2 249                        | 33                           | ▲ 15                         |
| 19                           | Патрик Рафтер                | 2 214                        | 16                           | ▼ 3                          |
| 20                           | Даниэль Вацек                | 2 034                        | 26                           | ▲ 6                          |